# HD 48099
HD 48099 är en dubbelstjärna belägen i den norra delen av stjärnbilden Enhörningen. Den har en kombinerad skenbar magnitud av ca 6,37 och kräver åtminstone en handkikare för att kunna observeras. Baserat på parallaxmätning inom Hipparcosuppdraget på ca 1,2 mas, beräknas den befinna sig på ett avstånd på ca 1 829 parsek från solen. Den rör sig bort från solen med en heliocentrisk radialhastighet på ca 1,3 km/s.

## Egenskaper
Primärstjärnan HD 48099 A är en blå till vit stjärna i huvudserien av spektralklass O5.5 V((f)). Den har en massa som är ca 55 solmassor, radie som är lika med ca 12 solradier och har ca 450 000 gånger solens utstrålning av energi från dess fotosfär vid en effektiv temperatur på ca 44 000 K.
HD 48099 är en spektroskopisk dubbelstjärna där båda komponenterna är massiva och lysande stjärnor av spektraltyp O. Stjärnorna kretsar extremt nära varandra, separerade med endast ungefär diametern hos själva stjärnorna. De har en omloppsperiod på drygt tre dygn. Följeslagaren HD 48099 B har en massa som är ca 19 solmassor, radie som är lika med ca 6,5 solradier och har ca 45 000 gånger solens utstrålning av energi från dess fotosfär vid en effektiv temperatur på ca 32 000 K.